# Carl Benda (Mediziner)

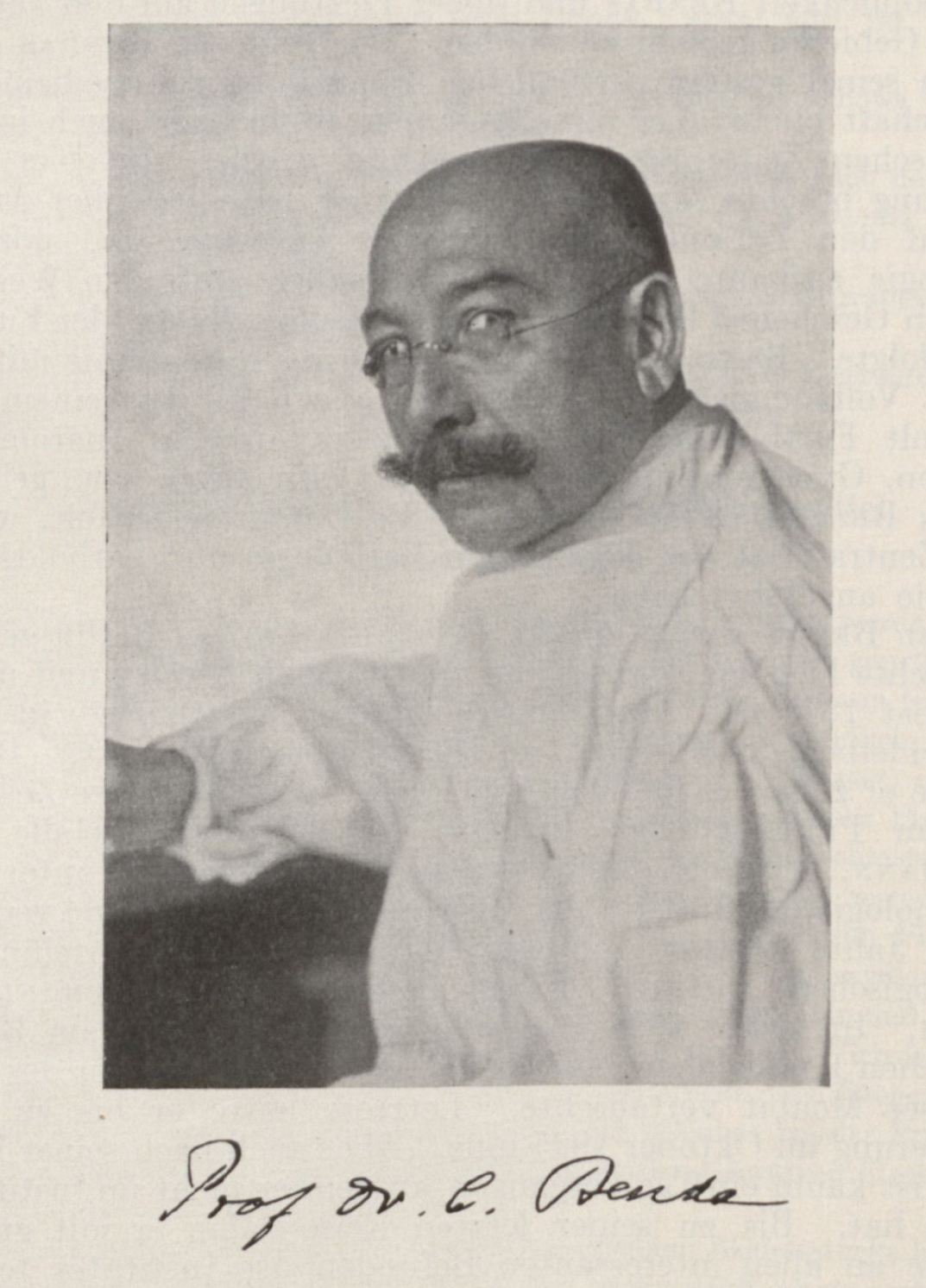
Carl Benda

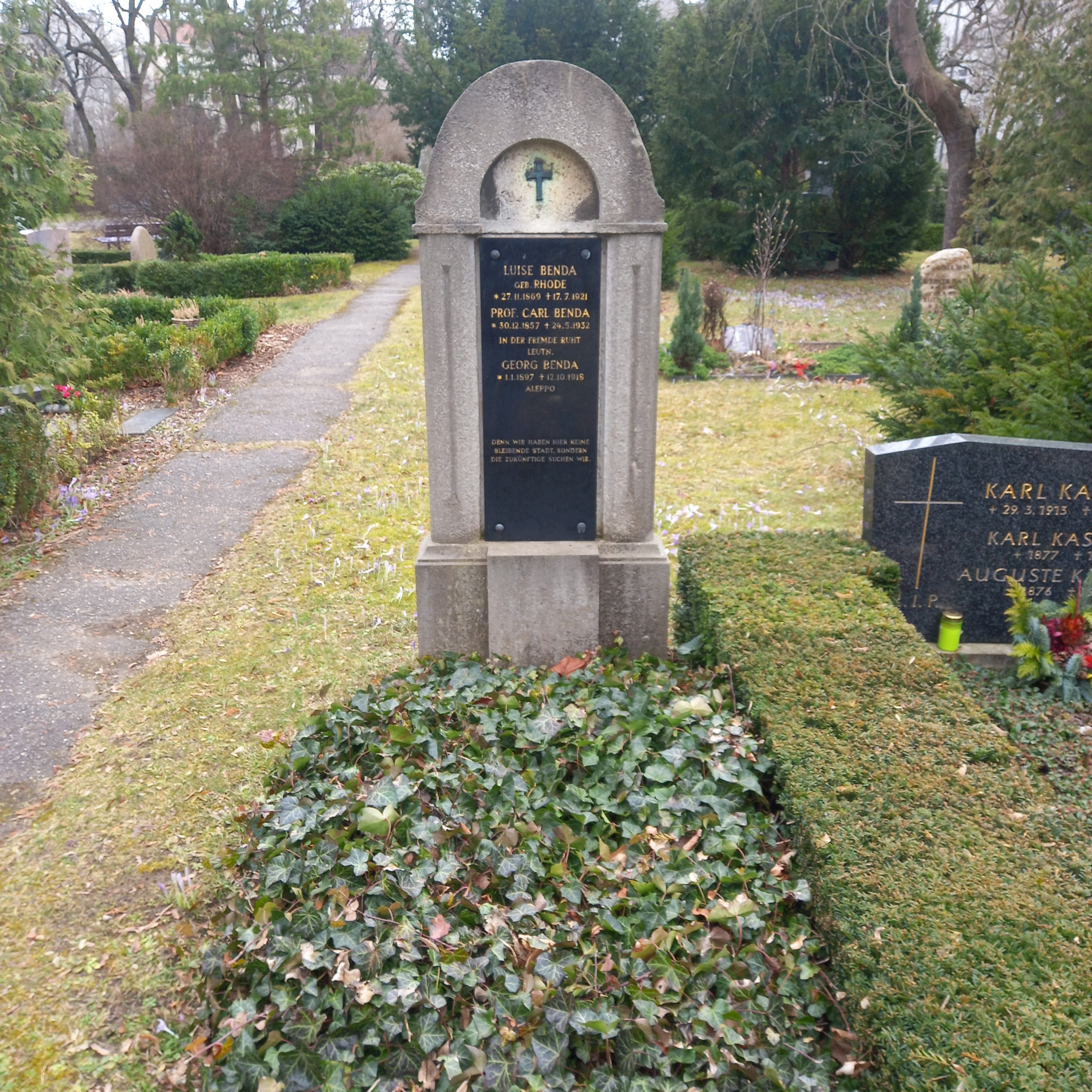
Das Grab von Carl Benda und seiner Ehefrau Luise geborene Rhode im Familiengrab auf dem Dorotheenstädtischen Friedhof II in Berlin

Carl Benda (* 30. Dezember 1857 in Berlin; † 24. Mai 1932 in Turin, Italien) war ein deutscher Anatom und Pathologe. Benda führte 1898 den Begriff Mitochondrien ein.

## Leben
Benda besuchte das Gymnasium zum Grauen Kloster in Berlin, studierte dann in Berlin und Heidelberg Medizin und wurde in 1880 approbiert.
1888 habilitierte Benda sich für normale Anatomie in Berlin und 1899 erhielt den Professorentitel. Ab 1894 war er als Prosektor der pathologisch-anatomischen Anstalt des Krankenhauses Am Urban tätig. Ab 1908 war er Leiter des Pathologischen Instituts des Städtischen Krankenhauses Berlin-Moabit. 1908 er wurde zum Honorarprofessor der medizinischen Fakultät ernannt.

## Schriften (Auswahl)
- mit Paula Günther: Histologischer Handatlas. Deuticke, Wien, Leipzig 1895.
- Die Dentinbildung in den Hautzähnen der Selachier. In: Archiv für Mikroskopische Anatomie. 20, 1, 1881 doi:10.1007/BF02952649.
- Untersuchungen über den Bau des funktionierenden Samenkanälchens einiger Säugethiere und Folgerungen für die Spermatogenese dieser Wirbelthierklasse. In: Archiv für Mikroskopische Anatomie. 30, 1, 1887 doi:10.1007/BF02955609.
- Untersuchungen über die Elemente des Molluscum contagiosum. 1895.
- Beiträge zur normalen und pathologischen Histologie der menschlichen Hypophysis cerebri. In: Berliner Klinische Wochenschrift. Band 37, 1900, S. 1205 ff.